# 譚鈞培
譚鈞培（？—？），字寅賓，號序初，貴州鎮遠府鎮遠縣人，清朝政治人物。

## 生平
同治元年（1862年）壬戌科二甲第六十八名進士，改翰林院庶吉士，散館授編修，升監察御史，出為常州府知府，歷任徐州道、江蘇巡撫、雲南巡撫、雲貴總督。著有《譚中丞奏稿》十卷。